# Zoophthora brevispora
Zoophthora brevispora är en svampart som beskrevs av Balazy 1993. Zoophthora brevispora ingår i släktet Zoophthora och familjen Entomophthoraceae.   Inga underarter finns listade i Catalogue of Life.